# فرودگاه وردن (گابریل فارم)
فرودگاه وردن (گابریل فارم) (به انگلیسی: Virden Gabrielle Farm) Airport) یک فرودگاه همگانی است که یک باند فرود برف دارد و طول باند آن ۸۱۲ متر است. این فرودگاه در کشور کانادا قرار دارد و در ارتفاع ۴۳۹ متری از سطح دریا واقع شده است.